# Leucania umbrigera
Leucania umbrigera là một loài bướm đêm trong họ Noctuidae.